# Volta a Catalunya de 1954
La Volta a Catalunya de 1954 fou la 34a edició de la Volta a Catalunya. La prova es disputà en 11 etapes entre el 5 i el 12 de setembre de 1954, amb un total de 1.440 km. El vencedor final fou l'italià Walter Serena, mentre els catalans Albert Sant i Miquel Poblet acabaren segon i tercer respectivament. Serena basà la victòria final en les diferències aconseguides en la contrarellotge individual de la vuitena etapa.
En aquesta edició hi ha onze etapes en vuit dies. Així en tres dies hi ha etapa doble etapa al matí i la tarda. Es disputa una contrarellotge individual a la vuitena etapa i es deixen de donar bonificacions als tres primers classificats de cada etapa i dels ports de muntanya. Foren 104 els ciclistes inscrits per prendre la sortida, però finalment foren 94 els que van prendre la sortida.
En aquesta edició es bat el rècord de velocitat mitjana de la Volta, situada fins al moment en l'edició de 1952, quan Poblet guanyà a 33,979 km/h.

## Etapes
| Etapa | Data           | Recorregut                                    | km    | Guanyador              | Líder               |
| ----- | -------------- | --------------------------------------------- | ----- | ---------------------- | ------------------- |
| 1a    | 5 de setembre  | Montjuïc - Montjuïc                           | 46,0  | Josep Serra (ESP)      | Josep Serra (ESP)   |
| 2a    | 5 de setembre  | Barcelona - Manresa                           | 62,0  | Miquel Bover (ESP)     | Miquel Bover (ESP)  |
| 3a    | 6 de setembre  | Manresa - Figueres                            | 274,0 | Albert Sant (ESP)      | Josep Serra (ESP)   |
| 4a    | 7 de setembre  | Figueres - Puigcerdà                          | 193,0 | Mariano Corrales (ESP) | Albert Sant (ESP)   |
| 5a    | 8 de setembre  | Puigcerdà - Lleida                            | 194,0 | Joan Bibiloni (ESP)    | Albert Sant (ESP)   |
| 6a    | 9 de setembre  | Lleida - Tortosa                              | 188,0 | Miquel Poblet (ESP)    | Albert Sant (ESP)   |
| 7a    | 10 de setembre | Tortosa - Salou                               | 169,0 | Odino Baldarelli (ITA) | Albert Sant (ESP)   |
| 8a    | 10 de setembre | Salou - Reus (CRI)                            | 40,0  | Walter Serena (ITA)    | Walter Serena (ITA) |
| 9a    | 11 de setembre | Reus - Sitges                                 | 112,0 | Miquel Poblet (ESP)    | Walter Serena (ITA) |
| 10a   | 11 de setembre | Aut. Terramar - Aut. Terramar (S.P. de Ribes) | 50,0  | Miquel Poblet (ESP)    | Walter Serena (ITA) |
| 11a   | 12 de setembre | Sitges - Barcelona                            | 120,0 | Miquel Poblet (ESP)    | Walter Serena (ITA) |

### Etapa 1. Barcelona - Barcelona. 46,0 km
|   | Ciclista         | Equip               | Temps      |
| - | ---------------- | ------------------- | ---------- |
| 1 | Josep Serra      | R.C.D. Espanyol-GAC | 1h 10' 54" |
| 2 | Josep Segú       | R.C.D. Espanyol-GAC | + 05"      |
| 3 | Salvador Botella | R.C.D. Espanyol-GAC | + 11"      |

|   | Ciclista         | Equip               | Temps      |
| - | ---------------- | ------------------- | ---------- |
| 1 | Josep Serra      | R.C.D. Espanyol-GAC | 1h 10' 54" |
| 2 | Josep Segú       | R.C.D. Espanyol-GAC | + 05"      |
| 3 | Salvador Botella | R.C.D. Espanyol-GAC | + 11"      |

### Etapa 2. Barcelona - Manresa. 62,0 km
|   | Ciclista        | Equip                | Temps      |
| - | --------------- | -------------------- | ---------- |
| 1 | Miquel Bover    | R.C.D. Espanyol-GAC  | 1h 40' 26" |
| 2 | Gabriel Company | Peña Solera-Cacaolat | m. t.      |
| 3 | Antón Barrutia  | U.C. Terrassa        | m. t.      |

|   | Ciclista        | Equip                | Temps      |
| - | --------------- | -------------------- | ---------- |
| 1 | Miquel Bover    | R.C.D. Espanyol-GAC  | 2h 51' 36" |
| 2 | Gabriel Company | Peña Solera-Cacaolat | m. t.      |
| 3 | Antón Barrutia  | U.C. Terrassa        | m. t.      |

### Etapa 3. Manresa - Figueres. 234,0 km
|   | Ciclista      | Equip                | Temps      |
| - | ------------- | -------------------- | ---------- |
| 1 | Albert Sant   | Peña Solera-Cacaolat | 7h 45' 46" |
| 2 | Walter Serena | Itàlia-Berkel        | m. t.      |
| 3 | Josep Serra   | R.C.D. Espanyol-GAC  | m. t.      |

|   | Ciclista      | Equip                | Temps       |
| - | ------------- | -------------------- | ----------- |
| 1 | Josep Serra   | R.C.D. Espanyol-GAC  | 10h 37' 59" |
| 2 | Walter Serena | Itàlia-Berkel        | + 11"       |
| 3 | Albert Sant   | Peña Solera-Cacaolat | + 13"       |

### Etapa 4. Figueres - Puigcerdà. 193,0 km
|   | Ciclista         | Equip         | Temps      |
| - | ---------------- | ------------- | ---------- |
| 1 | Mariano Corrales |               | 5h 28' 43" |
| 2 | Mauro Gianneschi | Itàlia-Berkel | + 19"      |
| 3 | Joan Escolà      | PC Nicky's    | + 28"      |

|   | Ciclista         | Equip                | Temps       |
| - | ---------------- | -------------------- | ----------- |
| 1 | Albert Sant      | Peña Solera-Cacaolat | 16h 09' 54" |
| 2 | Walter Serena    | Itàlia-Berkel        | + 01' 06"   |
| 3 | Mauro Gianneschi | Itàlia-Berkel        | + 04' 57"   |

### Etapa 5. Puigcerdà - Lleida. 194,0 km
|   | Ciclista         | Equip                | Temps      |
| - | ---------------- | -------------------- | ---------- |
| 1 | Joan Bibiloni    | Peña Solera-Cacaolat | 4h 55' 04" |
| 2 | Jan Adriaenssens | Bèlgica-Noyet        | + 08"      |
| 3 | Josep Segú       | R.C.D. Espanyol-GAC  | + 01' 01"  |

|   | Ciclista         | Equip                | Temps       |
| - | ---------------- | -------------------- | ----------- |
| 1 | Albert Sant      | Peña Solera-Cacaolat | 21h 07' 05" |
| 2 | Walter Serena    | Itàlia-Berkel        | + 01' 06"   |
| 3 | Mauro Gianneschi | Itàlia-Berkel        | + 04' 57"   |

### Etapa 6. Lleida - Tortosa. 188,0 km
|   | Ciclista         | Equip               | Temps      |
| - | ---------------- | ------------------- | ---------- |
| 1 | Miquel Poblet    | R.C.D. Espanyol-GAC | 5h 08' 35" |
| 2 | Vicent Iturat    | R.C.D. Espanyol-GAC | m. t.      |
| 3 | Odino Baldarelli | Itàlia-Berkel       | m. t.      |

|   | Ciclista         | Equip                | Temps       |
| - | ---------------- | -------------------- | ----------- |
| 1 | Albert Sant      | Peña Solera-Cacaolat | 26h 15' 40" |
| 2 | Walter Serena    | Itàlia-Berkel        | + 01' 06"   |
| 3 | Salvador Botella | R.C.D. Espanyol-GAC  | + 06' 46"   |

### Etapa 7. Tortosa - Salou. 169,0 km
|   | Ciclista         | Equip                | Temps      |
| - | ---------------- | -------------------- | ---------- |
| 1 | Odino Baldarelli | Itàlia-Berkel        | 4h 26' 16" |
| 2 | Francesc Alomar  | Circulo Barcelonista | m. t.      |
| 3 | Joan Bibiloni    | Peña Solera-Cacaolat | m. t.      |

|   | Ciclista         | Equip                | Temps       |
| - | ---------------- | -------------------- | ----------- |
| 1 | Albert Sant      | Peña Solera-Cacaolat | 30h 48' 34" |
| 2 | Walter Serena    | Itàlia-Berkel        | + 01' 06"   |
| 3 | Salvador Botella | R.C.D. Espanyol-GAC  | + 06' 46"   |

### Etapa 8. Salou - Reus. 40,0 km (CRI)
|   | Ciclista      | Equip               | Temps     |
| - | ------------- | ------------------- | --------- |
| 1 | Walter Serena | Itàlia-Berkel       | 56' 26"   |
| 2 | Miquel Poblet | R.C.D. Espanyol-GAC | + 35"     |
| 3 | Bernardo Ruiz | R.C.D. Espanyol-GAC | + 01' 32" |

|   | Ciclista         | Equip                | Temps       |
| - | ---------------- | -------------------- | ----------- |
| 1 | Walter Serena    | Itàlia-Berkel        | 31h 46' 06" |
| 2 | Albert Sant      | Peña Solera-Cacaolat | + 01' 43"   |
| 3 | Salvador Botella | R.C.D. Espanyol-GAC  | + 07' 50"   |

### Etapa 9. Reus - Sitges. 112,0 km
|   | Ciclista      | Equip               | Temps      |
| - | ------------- | ------------------- | ---------- |
| 1 | Miquel Poblet | R.C.D. Espanyol-GAC | 2h 59' 42" |
| 2 | Miquel Bover  | R.C.D. Espanyol-GAC | m. t.      |
| 3 | Vicent Iturat | R.C.D. Espanyol-GAC | m. t.      |

|   | Ciclista         | Equip                | Temps       |
| - | ---------------- | -------------------- | ----------- |
| 1 | Walter Serena    | Itàlia-Berkel        | 34h 45' 48" |
| 2 | Albert Sant      | Peña Solera-Cacaolat | + 01' 43"   |
| 3 | Salvador Botella | R.C.D. Espanyol-GAC  | + 07' 50"   |

### Etapa 10. Autòdrom de Terramar. 50,0 km
|   | Ciclista          | Equip                | Temps      |
| - | ----------------- | -------------------- | ---------- |
| 1 | Miquel Poblet     | R.C.D. Espanyol-GAC  | 1h 11' 02" |
| 2 | Vicent Iturat     | R.C.D. Espanyol-GAC  | m. t.      |
| 3 | José Pérez Llácer | Circulo Barcelonista | m. t.      |

|   | Ciclista         | Equip                | Temps       |
| - | ---------------- | -------------------- | ----------- |
| 1 | Walter Serena    | Itàlia-Berkel        | 35h 56' 50" |
| 2 | Albert Sant      | Peña Solera-Cacaolat | + 01' 43"   |
| 3 | Salvador Botella | R.C.D. Espanyol-GAC  | + 07' 50"   |

### Etapa 11. Sitges - Barcelona. 120,0 km
|   | Ciclista      | Equip               | Temps      |
| - | ------------- | ------------------- | ---------- |
| 1 | Miquel Poblet | R.C.D. Espanyol-GAC | 3h 15' 02" |
| 2 | Josep Segú    | R.C.D. Espanyol-GAC | m. t.      |
| 3 | Walter Serena | Itàlia-Berkel       | + 01' 44"  |

|   | Ciclista      | Equip                | Temps       |
| - | ------------- | -------------------- | ----------- |
| 1 | Walter Serena | Itàlia-Berkel        | 39h 13' 39" |
| 2 | Albert Sant   | Peña Solera-Cacaolat | + 01' 40"   |
| 3 | Miquel Poblet | R.C.D. Espanyol-GAC  | + 07' 47"   |

## Classificació final
| Pos. | Ciclista               | Club                 | Temps       |
| ---- | ---------------------- | -------------------- | ----------- |
| 1    | Walter Serena (ITA)    | Itàlia-Berkel        | 39h 13' 39" |
| 2    | Albert Sant (ESP)      | Peña Solera-Cacaolat | + 1' 40"    |
| 3    | Miquel Poblet (ESP)    | R.C.D. Espanyol-GAC  | + 7' 47"    |
| 4    | Salvador Botella (ESP) | R.C.D. Espanyol-GAC  | + 7' 47"    |
| 5    | Gabriel Company (ESP)  | Peña Solera-Cacaolat | + 9' 27"    |
| 6    | Josep Serra (ESP)      | R.C.D. Espanyol-GAC  | + 12' 01"   |
| 7    | Antoni Gelabert (ESP)  | Peña Solera-Cacaolat | + 13' 51"   |
| 8    | Francesc Alomar (ESP)  | Circulo Barcelonista | + 14' 45"   |
| 9    | Emilio Rodríguez (ESP) | Circulo Barcelonista | + 15' 25"   |
| 10   | Andreu Trobat (ESP)    | Peña Solera-Cacaolat | + 15' 40"   |

## Classificacions secundàries
| Pos. | Ciclista               | Equip               | Punts |
| ---- | ---------------------- | ------------------- | ----- |
| 1    | Josep Segú (ESP)       | R.C.D. Espanyol-GAC | 23    |
| 2    | Mariano Corrales (ESP) |                     | 12    |
| 3    | Josep Serra (ESP)      | R.C.D. Espanyol-GAC | 8     |
| 3    | Miquel Poblet (ESP)    | R.C.D. Espanyol-GAC | 8     |

| Pos. | Equip                | Punts |
| ---- | -------------------- | ----- |
| 1    | R.C.D. Espanyol-GAC  | 117,5 |
| 2    | Peña Solera-Cacaolat | 389   |
| 3    | Itàlia-Berkel        | 494,5 |